# 道 〜walk with you〜
「道 〜walk with you〜」（みち〜ウォーク・ウィズ・ユー〜）は、宇都宮隆の14作目のシングル。2003年6月25日にYOSHIMOTO R and Cからリリースされた。

## 解説
8thアルバム『wantok』からの先行シングル。
表題曲は米倉利紀が作詞と作曲を担当した楽曲であり、名義は本名である『米倉利徳』となっている。
C/Wの「マリア」は、アルバム「wantok」には未収録となったものの、2005年発売のベストアルバム『TAKASHI UTSUNOMIYA THE BEST 2000-2004』にて初めてアルバムに収録された。
現在廃盤となっている。
YOSHIMOTO R and Cレーベルでのリリースはシングルでは本作が最後となった。

## 収録曲
| 全編曲: 吉田健。 |                                          |            |           |       |
| #                | タイトル                                 | 作詞       | 作曲      | 時間  |
| 1.               | 「道 〜walk with you〜」                 | 米倉利徳   | 米倉利徳  | 4:48  |
| 2.               | 「マリア」                               | 川村サイコ | 石井妥師  | 4:16  |
| 3.               | 「道 〜walk with you〜 (Instrumental）」 | 米倉利徳   | 米倉利徳  | 4:49  |
| 4.               | 「マリア (Instrumental)」                | 川村サイコ | 石井妥師  | 4:12  |
| 合計時間:        | 合計時間:                                | 合計時間:  | 合計時間: | 18:05 |

## 収録アルバム
- wantok (#1、wantok version)
- TAKASHI UTSUNOMIYA THE BEST 2000-2004 (#1,#2)
- TAKASHI UTSUNOMIYA ORIGINAL SINGLES 1992-2003 (#1,#2)
- mile stone (#1)